# 冠城亘
冠城 亘（かぶらぎ わたる）は、テレビ朝日系でシリーズ化されている刑事ドラマ『相棒』の主人公の一人。杉下右京の四代目相棒。在籍期間としては初代の薫に次ぐ長さとなる。
| 演         | - 反町隆史（S14-1〜S20-20〈終〉 / S22-12〈回想〉） - 榎本司（少年期：S20-11） |
| 年齢       | 40（S15）。 |
| 階級       | 巡査 |
| 出身地     | 東京都文江区白沢1-15-20。 |
| 経歴       | - 早慶大学法学部法律学科 - → 法務省矯正局総務課（1997年） - → 府中刑務所処遇部主任矯正処遇官 - → 法務省大臣官房人事課 - → 法務省入国管理局総務課係長 - → 公安調査庁関東公安調査局調査第一部調査官 - → 法務省刑事局公安課係長 - → 法務省刑事局企画調査室補佐官 - → 法務省刑事局総務課企画調査室室長 - → 警視庁警務部付（法務省より出向・S14） - → 法務省退官 - → 警視庁警察学校 - → 警視庁総務部広報課（S15-1） - → 警視庁特命係（S15-1〜S20-20〈終〉） - → 公安調査庁（S20-20〈終〉） |
| 親族       | - 姉・由梨 |
| 趣味       | 渓流釣り |
| 好きなもの | コーヒー |
| 苦手なもの | 幽霊 |

## 経歴

### 特命係配属以前
1997年に早慶大学法学部法律学科を卒業(S15-10)。法務省にキャリアとして入省。法務省時代には、「赤いカナリア」による脅迫に際し小野田が結成した「チーム」に参加していた（S14-10）他、刑期を終えて出所した受刑者の円滑な社会復帰を促す「協力雇用主制度」の策定に携わる（S15-12）など、その能力を活かし活躍していた。

### 特命係配属の経緯
「現場に興味がある」との理由から、通例となっている警察庁ではなく警視庁への出向を希望し、人事交流の名目で警視庁警務部付に配属されたが、警視庁内では「お客様」扱いをされてろくな仕事を与えられず、右京の無期限停職処分に伴って空き部屋となった特命係で暇を持て余す日々を送っていた。その後、刑務所内で発生した殺人事件の捜査に日下部の命でオブザーバーとして参加した際、旅行から帰国していた右京と出会う。共に捜査を進める中で右京に興味を持ち、事件解決後は法務省復帰の打診を断り警視庁に留まった（S14-1）。その後も「同居人」として様々な事件の捜査に加わり、右京と共に解決に導いていった。
その後ある事件で、裁判所の令状発行を阻止する「捜査妨害」を行なっていた（S14-15）事が警察上層部に発覚し、法務省への帰任及び地方転勤を命じられる可能性が高くなった。日下部から天下り先の斡旋を受け、見せられた候補先リストに手書きで加えられていた警視庁を自ら選び（S14-20〈終〉）、ノンキャリアとして入庁した。警察学校での研修後、本庁勤務となるが「捜査部署への配属は一切認めない」という報復人事により社が課長を務める総務部広報課に配属された（S15-1）。
広報課でも大した仕事は与えられず暇を持て余す日々を送っていたが、日下部から社の監視という密命を受けると、それを逆手に取って社に直談判し、最終的には社の依頼を受けた峯秋の根回しにより、自ら志願して特命係に配属された（S15-1）。

### 公安調査庁への転職
法務省時代の上司であった日下部から「公安調査庁への転籍」を打診されて承諾し、警視庁を退職して特命係を去った（ただし、契約職員としての採用であると日下部から告げられている）亘の側には、公安調査庁の業務を口実にして社とマリアを見守ることができるという意図もあった(S20-20〈終〉)。なお、法務省時代の亘は、公安調査庁関東公安調査局調査第一部に調査官として勤務した経験もある（S15-10）。右京からは歴代相棒としては初めて「もう少しだけ一緒にやりませんか？」と一度引き留められるが「最高のはなむけの言葉です。長い間お世話になりました」と挨拶を交わし、右京と別れた（S20-20〈終〉）。

## 人物像

### 性格
掴みどころがなく飄々とした性格で、英語交じりのおどけた軽口や芝居がかった仕草を絶やさず、周囲にもフランクに接している。コミカルな振る舞いを見せつつも、頭脳明晰かつ理知的な一面を覗かせ、大河内をして「一見飄々としているが何を考えているのかわからない恐ろしい男」と言わしめている。右京とは考え方や心情が似ており「真相の究明」を主眼に置き、事件解決のためなら手段を選ばず、利用できるものを存分に利用し、相手を籠絡させ揺さぶりを掛けたりすることで情報を引き出そうとする切れ者でもあり、一歩間違えれば失敗しかねない手段にも平然と打って出る大胆さも持ち合わせている。
右京のことすらも「相手の守りをぐいぐい打ち破る」「細かいところが気になる悪い癖」といった性質や洞察力をも理解した上で利用する。警察組織を相手に単独で捜査をしていた時には、「自分の相棒（享）をも逮捕した男」である右京を信頼した策を取った事がある（S14-2）。当初は日下部という後ろ盾を利用し自由に行動し、出向中には彼の意向を受けて行動することがあった（S14-4など）。しかし、とある事が切っ掛けで日下部が特命係を敵視するようになってからは、その傾向はなくなっている。
一方、姉の由梨からは「わーくん」と呼ばれ、恥ずかしがっている。小学生の頃に親しかった友人・和也との間に切ない思い出がある（S20-11）。

### 捜査・仕事振り
事件捜査を「全てが新鮮で刺激的で面白い」と公言して憚らず、「暇潰し」の一環として事件の捜査に首を突っ込もうとしては右京に怒られている一方、行く先々で事件に遭遇する右京を面白がっており、彼に同行して事件に遭遇した事もある（S15-5）。
傍若無人とも言える自由な振る舞いが目立つ一方、非道な犯罪への憤りも持ち合わせており、他者の思いを汲み取り、時に情に走った行動に出ることもある（S15-10など）。自ら「ロマンチスト」を自称し、社の隠し子疑惑を冷徹に追求する右京に対して苦言を呈し、それに対して乱暴な言い方をされた際は本気で憤った事もあった（S15-18〈終〉）。

### 趣味・嗜好
愛車のスカイラインセダン（各シリーズごとの年式、カラー、グレードに関してはV37スカイラインの記事を参照）が移動手段。他人の運転する車に乗ることを嫌い、右京の運転する車の中で気分を悪くする場面もある（S14-1、3）。
遊び人気質で女性に軽薄な一面が窺え、惚れ性の気もある。幸子に気があり、しばしばアプローチを繰り返すが、当の本人からは軽くあしらわれている。またかつての上司でもある社とその愛娘・マリアを特に気にかけており、そのことが原因で右京たちとも対立したり、その関係をダシに青木から警察各所へ「パパ活」疑惑の文章が流布されることもあった。

### 能力
鼻が利き、コーヒーの香りを嗅いだだけでその香りを嗅いだ場面を想起させる記憶力を持っている（S14-12）他、嗅覚を事件捜査に役立てている場面がある（S15-15）。また、法務省の元官僚ならではの知識やコネをフルに活用して活躍する場面も多い（S15-10など）。右京ほどではないが雑学も豊富で、右京の突拍子もない推理にも的確についていける。
キャリア官僚という出自ゆえ現場経験が一切なかったが、同じく警備畑で現場経験がない尊とは対照的に死体への抵抗はない（S15-10など）。右京と共に大勢の暴力団関係者を制圧した事もあり、格闘能力も高い（S15-14など）。

### 右京との関係
峯秋など右京を知る人々から右京との関わり合いを警告されながらも意に介さず、自分の名前入りの木札を自分で作る（S14-7）などして積極的に右京に接している。また、「相棒」ではなく「同居人」であるという考えから、右京の人となりをからかったり本人の前で不躾な発言をしたりして、右京を憮然とさせることも多い。特命係への正式な配属後も亘に一定の信頼と警戒感の両方を抱いていたが、長年関わるうちに徐々に信頼関係を強めていった。最終的には右京から「相棒として不名誉な事は放っておけない」と発言されるまでになり（S20-19）、特命係を離れる際に唯一慰留されている（S20-20〈終〉）。
当初は峯秋の「危険人物」という右京評にちなみ、右京を「ミスター・デンジャラス」と呼ぼうとした（S14-1、2）。しかし右京本人に却下されたため、薫と同じく「右京さん」と呼ぶようになった（S14-1）。ただし、上層部の人間と話をする際など、公的な場面では「杉下さん」と呼んでいる（S14-20〈終〉）。また、右京の「はいぃ？」の口癖や右京の紅茶の注ぎ方を真似たりする事がある（S14-6など）。稀に右京と対立する事もあるが、基本的には右京の事を尊敬している（S14-15）。

## 現実世界での扱い

### キャラクター造形
脚本家の輿水泰弘は、反町の顔立ちと知性的な雰囲気を活かした、従来の相棒とは異なる属性を持たせたいと考え、「ワンシーズンを同居人として過ごす」キャリア官僚の設定を思いついた。ただし、ベースとなる設定はその程度であり、以降は実際の反町の演技を見て、キャラクターの肉付けをしていった。当初輿水は亘を二枚目として執筆していたが、反町本人は三枚目として演じたがっており、飄々としたキャラクターが出来上がり、青木とのやり取りの中で、亘が青木の髪の毛をかき回す場面など、反町の提案がもとになった要素もある。また、S15-最終回において右京と亘の関係が悪化する場面について、輿水は右京が亘を対等の存在と認めていたからこそ立腹したと「まんたんウェブ」とのインタビューの中で話しており、亘だからこそ成立した場面だと述べている。

### 起用の経緯
3代目相棒の成宮寛貴の降板後、4代目に誰を選ぶか模索している時、水谷は自宅でテレビをつけるとNHKのドラマ『限界集落株式会社』が放映されていた。なにげなくドラマを観ていたという水谷は以下のように述べている。
当初、オファーを受けた反町は、歴代の相棒3人のイメージが強くあったため、出演するかどうかを相当に悩んだと言い、「歴史の長いドラマに果たして自分がどこまで貢献していけるのか、どれだけの事が出来るのか」と迷っていたが、相談していた所属事務所の同僚や妻（松嶋菜々子）から「やった方が良いと思う」と言う後押しを受け、出演する事を決めたと言う。
こうして4代目相棒の冠城亘役としてseason14から、反町隆史が起用されることになり、亘は警視庁へ出向してきた法務省キャリア官僚という設定であり、歴代の中で異例の経歴を持つ相棒となった。設定に関して、水谷は以下のように述べている。

### 卒業の経緯
2021年11月24日、season20 最終話をもって卒業することが発表された。また、同日放送のseason20 第7話をもって出演回数が125回に到達し、寺脇康文が持つ124回の出演回数を更新し、歴代相棒の中で最多の出演本数となった。これについて反町は「3年目に入る頃までは無我夢中で挑んでいましたが、4年目からは冠城亘としての立ち位置や居場所が出来たと手応えを感じられました。その上で僕自身が『相棒』に貢献できることは何か、冠城亘として何を残せるのか?そう考えた時に目標の1つとして思ったのが、最多の出演回数を達成する事でした。」と語っており、同時に目標達成に近付くにつれて「これからの相棒に向けて新しい風が必要なのではないか?」と感じたことからseason19の時点で水谷に卒業の意向を直接的に伝えて了承を得た上での事だったと言う。
また、反町は最多出演回数を達成した際、亀山薫として寺脇が約8年に渡って相棒を務めたことのすごさを絶賛しており、出演期間の長さよりも、124回にも渡って務めたことに対して「ここまでやってきたんだ。」と賞賛の言葉を述べている。
先述通り、season14第1話からseason20最終話まで、出演期間が7年間の長期に及ぶことになったが、前相棒を務めた成宮寛貴と違い、年齢的にも落ち着いた状態にいた分、出来る限り長く続けようと言うスタンスで取り組んだ結果であったと水谷は語っており、更に7ヶ月間の長期に渡り、毎日脚本を読みつつ複数の撮影を平行して行い、終える度に新しい脚本が届いて次の撮影に入らなければならないと言う過酷なスケジュールであることに加え、13年間掛けて築き上げてきた世界に4代目相棒として入り込み、7年間も務め上げた反町のタフさを絶賛している。
また、水谷はseason20の撮影開始前に反町とのやり取りの中で、「このまま続けても良いし、一旦終わりにしても良い。どちらを選んでも、それは俳優としての生き方になる。」と話しており、この先をどうするかは反町次第だ、とも話しており、7年間も相棒に務め上げ、俳優として次の世界を考えても良い頃合いだろうとの思いもあったと言い、この話を聞いた反町は『そろそろ相棒に新しい風が必要じゃないか？』と考えるに至り、season20を以て卒業と言う決断に至ったのだと言う。

### 反響・評価
ライターは「リアルサウンド」に寄せた記事の中で、歴代最高の「相棒」の呼び声が高い理由は右京との大人の距離感だと分析している。それまでの相棒は薫は熱血漢、尊はクールかつ気障な堅実派、享は師弟関係に近い間柄と右京とは対照的な存在だったのに対し、亘は掴みどころがなく飄々とした性格や事件に対する執念や正義感、そして理知的だがルールを無視する危なっかしさなど右京と共通点が多い。通常のバディ物とは違いぶつかり合うこともなく、お互いの実力を認め合っている同居人という位置付けである。右京一強スタイルを打破し物語にこれまでの相棒にはない新風を築いた。さらに（S20-20〈終〉）では右京が初めて亘に対し“相棒”と言葉にして認めた、感慨深い場面も存在する。また、本 手は『相棒』以前の反町の代表作である『ビーチボーイズ』や『GTO』といった「軽快でコミュニケーション能力が高く、時にはクールな面を見せる」キャラクター像との類似性も指摘している。
フリーライターの久田絢子は、「リアルサウンド」に寄せた記事の中で亘について、歴代相棒と異なるスタンスで右京と接しているため、物語にさらなるふくらみを与えていると評価している。

## 親族

### 冠城由梨（かぶらぎ ゆり）
| 演   | 飯島直子（S20-11） |
| 経歴 | ピアノ教師         |
| 親族 | 弟・亘             |

亘の姉。都内の広い屋敷で一人暮らしをしている。弟の亘を「わーくん」と呼んでおり、彼が実家を離れた後も姉弟仲は良好である。ピアノ教師の傍ら、聖マティス教会のボランティア活動にも精力的に取り組んでいる。性格は温厚で誰に対しても優しく接している。
現実世界での扱い
飯島は自分が亘の姉を演じることに驚いたと話している。また自身の演じる役について浮世離れしているが、愛情深く、とても好感の持てる女性と評し、姉弟の良い関係性が見せられたらよいと思って演じていた。